# Décapitation dans l'islam
La décapitation était une méthode d'exécution généralisée dans la loi islamique pré-moderne. Son utilisation avait été abandonnée dans la plupart des pays à la fin du XXe siècle. La décapitation est encore un moyen légal d'exécution en Arabie saoudite, au Qatar, au Yémen, et aurait été utilisée en 2001 en Iran selon Amnesty International, où elle n'est plus utilisée.
Ces derniers temps, des organisations djihadistes non-étatiques telles que l'État islamique et Jama'at al-Tawhid wal-Jihad ont utilisé la décapitation pour tuer les captifs. Depuis 2002, ils diffusent des vidéos de décapitation comme forme de terreur et de propagande ,. Leurs actions ont été condamnées par d'autres groupes militants et terroristes, ainsi que par les principaux savants et organisations islamiques.

## Historique et contexte
La peine de mort par décapitation s'est poursuivie jusqu'au XXe siècle dans les pays islamiques et non islamiques,. Lorsqu'elle était appliquée correctement, elle était autrefois considérée comme une méthode d'exécution humaine et honorable.

## Décapitation dans les écritures islamiques
Il y a un débat pour savoir si le Coran parle de décapitation. Deux sourates pourraient potentiellement être utilisées pour justifier la décapitation en contexte de guerre : 
Et ton Seigneur révéla aux Anges: "Je suis avec vous: affermissez donc les croyants. Je vais jeter l'effroi dans les cœurs des mécréants. Frappez donc au-dessus des cous et frappez-les sur tous les bouts des doigts. (8:12)
Lorsque vous rencontrez (au combat) ceux qui ont mécru, frappez-en les cous. Puis, quand vous les avez dominés, enchaînez-les solidement. Ensuite, c'est soit la libération gratuite, soit la rançon, jusqu'à ce que la guerre dépose ses fardeaux. (47:4)
Parmi les commentateurs classiques, Fakhr ad-Dîn ar-Râzî interprète la dernière phrase de la sourate 8:12 comme signifiant frapper les ennemis de toutes les manières possibles, de la tête aux extrémités. Al-Qurtubi interprète « frapper au cou » comme traduisant la gravité et la sévérité des combats. Pour al-Qurtubi, al-Tabari et Ibn Kathir, l'expression indique la brièveté de l'acte, car il se limite au combat et n'est pas un ordre continu.
Certains commentateurs ont suggéré que les terroristes utilisent des interprétations alternatives de ces sourates pour justifier la décapitation des captifs, mais il existe un accord parmi les érudits sur le fait qu'elles ont un sens différent. En outre, selon Rachel Saloom, la sourate 47:4 recommande la générosité ou la rançon lors de la guerre, et elle fait référence à une période où les musulmans ont été persécutés et ont dû se battre pour leur survie.

## Décapitation en droit islamique
Elle était la méthode normale d'exécution de la peine de mort en vertu de la loi islamique classique,. C'était aussi, avec la pendaison, l'une des méthodes d'exécution ordinaires dans l'Empire ottoman.
Actuellement, l'Arabie saoudite est le seul pays au monde qui utilise la décapitation dans son système juridique islamique. La majorité des exécutions effectuées par le gouvernement wahhabite d'Arabie saoudite sont des décapitations publiques,, qui provoquent généralement des rassemblements de masse mais ne peuvent pas être photographiées ou filmées.
Selon Amnesty International, la décapitation a été employée par les autorités de l'État en Iran aussi récemment qu'en 2001,,, mais depuis 2014, elle n'est plus utilisée. C'est également une forme légale d'exécution au Qatar et au Yémen, mais la peine de mort a été suspendue dans ces pays,.

## Faits historiques
- Les adeptes islamiques de Mahomet ont exécuté avec son accord tous les prisonniers de la tribu juive des Banu Qurayza pour une violation présumée de traité, faisant plusieurs centaines de morts en 627.
- Après la bataille de Hattin (1187), Saladin décapita personnellement Raynald de Châtillon, chevalier chrétien ayant servi dans la deuxième croisade et organisé des attaques contre les deux villes les plus saintes de l'islam[18].
- Les forces de l'Empire ottoman ont envahi et assiégé la ville d'Otrante et sa citadelle en 1480. Selon un récit traditionnel, après la capture, plus de 800 de ses habitants — ayant refusé de se convertir à l'islam — ont été décapités. Ils sont connus[Par qui ?] comme les « Martyrs d'Otrante »[19]. L'historicité de ce récit a été remise en question par deux chercheurs contemporains[20].
- Muhammad Ahmad s'est déclaré Mahdi en 1880 et a mené le Jihad contre l'Empire ottoman et ses alliés britanniques. Lui et ses partisans ont décapité des opposants, chrétiens et musulmans, dont le général britannique Charles Gordon[21].

## Utilisation moderne par des acteurs non-étatiques
Les cas modernes de décapitation islamiste remontent au moins aux années 1990.
Lors de la Première guerre de Tchétchénie (1994-96), la décapitation d'Evgueni Rodionov, un soldat russe qui refusait de se convertir à l'islam, conduisit certains au sein de l'Église orthodoxe russe à le vénérer comme un martyr.
En 1997, le Groupe islamique armé d'Algérie a décapité 80 à 200 villageois à Bentalha.
La décapitation en 2002 du journaliste américain Daniel Pearl par Khalid Sheikh Mohammed, membre d'Al-Qaïda, au Pakistan, a attiré l'attention internationale, en raison notamment de la diffusion d'une vidéo de décapitation. La révulsion au sein de la communauté musulmane a conduit al-Qaïda à abandonner les décapitations filmées. Des groupes en Irak dirigés par Abu Musab al-Zarqawi, Tawhid et Jihad et plus tard l'état islamique, ont continué la pratique. Depuis 2002, ils font circuler en masse des vidéos de décapitation comme forme de terreur et de propagande,. L'un des meurtres les plus médiatisés d'Al-Zarqawi était celui de l'Américain Nick Berg.
Depuis 2004, les insurgés du sud de la Thaïlande ont commencé à semer la peur lors d'attaques au cours desquelles des hommes et des femmes de la minorité bouddhiste locale ont été décapités.
Le 18 juillet 2005, deux terroristes sont entrés dans un salon de thé dans le sud de la Thaïlande, ont tiré sur Lek Pongpla, un vendeur de tissus bouddhiste, l'ont décapité et ont laissé la tête à l'extérieur du magasin.
Le fondateur de Bridges TV, une chaîne câblée musulmane basée à l'origine à Buffalo, dans l'État de New York, qui visait à lutter contre les perceptions négatives des musulmans qui dominaient prétendument la couverture médiatique traditionnelle, a décapité sa femme en 2009 dans les bureaux de Bridges TV.
Selon Peter R. Neumann, directeur du Centre international pour l'étude de la radicalisation et de la violence politique au King's College de Londres, les vidéos de décapitation virales sont conçues, et sont au moins quelque peu efficaces, comme un outil de recrutement pour le djihad dans les pays occidentaux et du Moyen-Orient,,. D'autres observateurs soutiennent que si Al-Qaïda a d'abord utilisé la décapitation comme un moyen de diffusion médiatique, elle a par la suite décidé qu'ils avaient créé un effet inverse chez les musulmans, un rejet de l'islamisme et que bien que l'EI use avec enthousiasme de la décapitation comme tactique en 2014, il peut également constater que la tactique se retourne contre lui. Timothy R. Furnish, professeur adjoint d'histoire islamique, compare les exécutions du gouvernement saoudien, conformes aux normes qui minimisent la douleur tandis quel les groupes non-étatiques ont « choisi une méthode de sciage lente et tortueuse pour terroriser le public occidental ».
Le guide de montagne Hervé Gourdel est assassiné par décapitation dans le massif du Djurdjura, le 23 septembre 2014, par des « Soldats du califat », un groupe djihadiste algérien ayant prêté allégeance à l'État islamique.
En 2020, Samuel Paty, un enseignant est assassiné et décapité en France par un terroriste islamiste, pour avoir montré à ses élèves des caricatures de Mahomet.
Plus de cinquante personnes ont été décapitées par des terroristes islamistes dans la province de Cabo Delgado au Mozambique début novembre 2020.

### Incidence des décapitations du groupe état islamique
L'organisation terroriste islamique a commis des milliers d'exécutions. En janvier 2015, une copie d'un code pénal de l'EIIL a fait surface décrivant les sanctions qu'il appliquait dans les zones sous son contrôle, y compris les décapitations. Des vidéos de décapitation ont été fréquemment publiées par des membres de l'EIIL sur les réseaux sociaux,.
Plusieurs des décapitations filmées ont été perpétrées par Mohammed Emwazi, que les médias avaient qualifié de « Jihadi John » avant son identification.
Les décapitations ont reçu une large couverture médiatiques dans le monde entier et ont attiré la condamnation internationale. Le politologue Max Abrahms avançait que le groupe état islamique pourrait utiliser des décapitations très médiatisées comme moyen de se différencier d'Al-Qaïda en Irak (AQI) et de s'identifier à Khalid Sheikh Mohammed, le membre d'al-Qaïda qui a décapité Daniel Pearl.
Les décapitations représentent une petite proportion des meurtres de prisonniers de l'organisation.

#### Condamnation par les musulmans
Les grands érudits et organisations islamiques du monde entier, ainsi que des groupes militants et terroristes tels que le Hezbollah, le Hamas et Al-Qaïda ont condamné cette pratique,,.

#### Impact sur la couverture de guerre
Certains analystes ont fait valoir que les décapitations de journalistes et de travailleurs humanitaires, ainsi que les enlèvements et exécutions d'observateurs indépendants dans les zones de guerre syriennes, ont contraint les médias internationaux à s'appuyer exclusivement sur des reportages directement ou indirectement influencés par les groupes rebelles et d'opposition et, dans ce cas, a permis à ces derniers de dicter la couverture médiatiques des événements dans les zones sous leur contrôle,.

## Voir également
- Terrorisme islamiste
- Peine de mort en Arabie saoudite
- Charia